# EPB
Els escuts de front en pressió de terres o EPB (de l'anglès Earth Pressure Balance) són una tipologia d'escuts de front tancat i cap giratori que s'usen per excavar túnels en sòls, encara que siguin poc cohesius, o roques toves. De fet, avui en dia, les EPB són la tecnologia predominant en l'excavació de túnels sota nivell freàtic.
Com tots els escuts, les EPBs compten amb una carcassa metàl·lica exterior de forma cilíndrica que sosté provisionalment el terreny des del front d'avanç fins una mica més enllà d'on es col·loca el sosteniment definitiu, normalment consistent en anells formats per unes 7 dovelles cadascun. D'aquesta manera, es garanteix en tot moment l'estabilitat en les parets del túnel.
En els escuts EPB, l'estabilitat del front de l'excavació es garanteix amb l'emmagatzement del material excavat en una cambra, just darrere del cap giratori i en comunicació amb el terreny, on es conserva a una determinada pressió. El material és extret de la cambra mitjançant un cargol d'Arquímedes de diàmetre adequat i velocitat regulable. Precisament, la pressió de les terres d'aquesta cambra és controlada directament amb la regulació de la velocitat d'extracció del material mitjançant el vis sense fi i amb la força d'empenta que fan els cilindres d'avanç. D'aquesta manera la pressió dels detritus de la cambra s'equilibra amb la pressió que exerceix el front del túnel, garantint-ne l'estabilitat. A més, amb un sistema de control de moviments en superfície (mesures contínues de subsidències), es pot adequar la pressió de la cambra perquè els assentaments en superfície siguin mínims. Aquesta pressió se sol mesurar mitjançant unes quantes cèl·lules repartides en tota la secció.
Les màquines EPB són un dels sistemes més usats avui en dia per a l'excavació de túnels en sòls o roques toves, sobretot en zones urbanes. No hi ha front obert i el túnel queda totalment revestit al mateix temps que s'excava. L'escut de la tuneladora ofereix al personal d'una protecció permanent contra despreniments. Així bona part dels túnels executats últimament als metros de Lille, Lyon, Tolosa, París, Londres, Milà, Roma, Colònia, el Caire, Taipei, Lisboa o Madrid han estat excavats amb equips EPB. També s'han usat aquest tipus de màquines en llargs trams de túnels notables com els del canal de la Mànega, o el de Storebælt.
Quan les màquines EPB es troben amb materials arenosos o amb graves necessiten la injecció d'uns determinats productes químics (normalment polímers o escumes tensoactives patentades) amb la finalitat d'augmentar-ne la plasticitat. Així s'aconsegueix que aquests terrenys presentin una millor manejabilitat per a una correcta evacuació pel vis sense fi i transmetin la pressió de la cambra més uniformement en tota la secció del túnel.
Els principals paràmetres d'un equip EPB són el seu diàmetre d'excavació, l'empenta màxima contínua, l'empenta màxima instantània (aproximadament un 20% superior a l'anterior), el parell màxim continu i el parell màxim instantani (també aproximadament un 20% superior al continu) per a poder desblocar la màquina. Les velocitats de rotació que es poden aconseguir en els estats anteriors són també molt importants, i també els temps de col·locació dels anells de dovelles i la velocitat màxima d'extracció del vis sense fi.
En general, el punt dèbil de les EPB's és el rodament del cap giratori. En efecte, aquest rodament ha de permetre la rotació del cap i alhora ésser l'element transmissor de la força d'empenta de la màquina, que pot arribar a més de 10000 tones. Si el rodament trenca, cosa que ha passat en diverses ocasions, cal solucionar l'avaria per continuar excavant amb la màquina. Com que la reparació pot suposar més de sis mesos, sovint se solen preveure mètodes alternatius de construcció per a continuar amb l'excavació en cas de ruptura del rodament.
Abans de començar l'execució material del túnel cal seleccionar el tipus d'anell de dovelles amb les que es voldrà sostenir el túnel. També és molt important l'elecció dels paràmetres dels equips (empenta total i parell motor màxim), del mètode d'injecció de l'espai que deixa l'escut entre les dovelles i el terreny, els mètodes d'entrada al front per al canvi de les dents i el mètode de guiat.
Amb aquest tipus de màquines, es redueix gairebé per complet el risc de col·lapse del front (sobretot si es compara amb els mètodes d'excavació de front obert). Tot i això, els accidents no s'eliminen de forma completa perquè s'han registrat diversos episodis dramàtics que van des d'incendis a la mateixa màquina fins a grans entrades d'aigua que en algun cas han causat inundacions considerables com en el túnel de Storebaelt. Tampoc no s'aconsegueixen eliminar per complet els problemes per assentaments en superfície, sobretot quan el recobriment és relativament petit (els problemes apareixen aproximadament si és menor a un diàmetre), poc cohesius i amb aigua. De fet, aquest ha estat un dels problemes més freqüents en l'excavació de les successives ampliacions del metro de Madrid, on el front és generalment estable quan no apareixen bosses de sorra.